# Seed (album)
Pour les articles homonymes, voir Seed.
Albums de Mami Kawada
Savia
(2008)
Singles
Seed est le 1er album de Mami Kawada, sorti sous le label Geneon Entertainment le 29 mars 2006 au Japon.

## Présentation
Cet album a été produit par I've Sound. Il atteint la 12e place du classement de l'Oricon, et reste classé pendant 5 semaines, pour un total de 25 100 exemplaires vendus. Il contient son 1er single solo Hishoku no Sora et deux singles en collaboration avec KOTOKO, Radiance / Chi ni Kaeru ~on the Earth~ et Face of Fact ~Resolution Ver.~ / undelete. Il sort en format CD et CD+DVD.

## Liste des titres
| 1.  | Roots                               |                      | Tomoyuki Nakazawa, Maiko Iuchi                 | 4:13 |
| 2.  | Hishoku no Sora (緋色の空)          | Mami Kawada          | Tomoyuki Nakazawa, Takeshi Ozaki               | 4:15 |
| 3.  | Radiance                            | Mami Kawada & KOTOKO | Tomoyuki Nakazawa                              | 4:18 |
| 4.  | Seed                                | Mami Kawada          | Tomoyuki Nakazawa, Takeshi Ozaki               | 5:30 |
| 5.  | Precious                            | Mami Kawada          | Shinji Orito, Tomoyuki Nakazawa, Takeshi Ozaki | 4:59 |
| 6.  | Kanashimi no Mori (悲しみの森)      | Mami Kawada          | Tomoyuki Nakazawa, C.G mix                     | 5:45 |
| 7.  | Immoral                             | KOTOKO               | Tomoyuki Nakazawa                              | 4:26 |
| 8.  | Hirusagari no Gogo (昼下がりの午後) | Mami Kawada          | Maiko Iuchi                                    | 5:09 |
| 9.  | Not Fill                            | Mami Kawada          | Kazuya Takase, Tomoyuki Nakazawa               | 5:09 |
| 10. | Undelete                            | Mami Kawada          | Tomoyuki Nakazawa, Maiko Iuchi                 | 5:18 |
| 11. | You give...                         | Mami Kawada          | Maiko Iuchi                                    | 5:02 |
| 12. | Another Planet ～twilight～         | Mami Kawada          | Tomoyuki Nakazawa, Maiko Iuchi                 | 3:58 |

| 1. | Seed |  |